# جاوني (تشارك)
جاوني (بالفارسية: جاونی) هي قرية تقع في إيران في هرمزغان. يقدر عدد سكانها بـ 137 نسمة .